# El Llancís
El Llancís és una masia de l'Esquirol (Osona) inclosa a l'Inventari del Patrimoni Arquitectònic de Catalunya.

## Descripció
Masia molt reformada, de planta rectangular (12 x 9 m), coberta a dues vessants i amb el carener perpendicular a la façana, situada a migdia. Consta de planta i pis i presenta un cos modern adossat a la façana Nord. La façana principal presenta a la planta un portal rectangular amb barbacana i tres finestres amb llinda de roure; al primer pis dues finestres. La façana Est presenta tres finestres a la planta i està propera al marge lateral. La façana Nord presenta un cos rectangular (9 x 4 m), cobert igualment a dues vessants, una part del qual s'utilitza com a garatge. La façana Oest presenta a la planta baixa un antic portal, segurament el principal originàriament, convertit ara en finestra amb una bonica llinda de roure corbada i dues finestres; al primer pis hi ha dues petites finestres.

## Història
Masia modesta anomenada també el Llancís del Vilar per la seva proximitat del coll del Vilar, que apareix citada en el Diari de Joan de la Guàrdia.
Apareix al "Nomenclator de la Provincia de Barcelona. Partido Judicial de Vich. 1860" com a casa de pagès.